# 聖安德魯斯博物館
聖安德魯斯博物館（英語：St Andrews Museum）是一個位於蘇格蘭聖安德魯斯的博物館，主要介紹當地的歷史。博物館有各類關於聖安德魯斯歷史的展品，另外會不定期推出其它展覽。

## 外部連結
- 官方網站
- Visit St Andrew Tourism （页面存档备份，存于）